# 1458년

## 연호
- 명(明) 천순(天順) 2년
- 일본(日本) 조로쿠(長禄) 2년
- 후 레 왕조(後黎朝) 지엔닌(延寧) 5년

## 기년
- 명(明) 영종 천순제(英宗 天順帝) 복위 2년
- 조선(朝鮮) 세조(世祖) 4년
- 후 레 왕조(後黎朝) 인종(仁宗) 16년

## 탄생
- 음력 1월 - 조선의 안구(安覯)
- 월일 미상 - 조선의 권건(權健)·권주(權輳)·김전(金詮)·신극성(愼克成)·윤금손(尹金孫)·이계맹(李繼孟)

## 사망
- 음력 3월 9일 - 조선의 민원(閔瑗)
- 음력 7월 18일 - 조선의 이균실(李均實)
- 음력 9월 1일 - 조선의 유강(柳江)
- 음력 9월 9일 - 조선의 경녕군(敬寧君)